# Centro Espacial de Canarias
Centro Espacial de Canarias är ett rymdcenter i Spanien.   Det ligger i provinsen Provincia de Las Palmas och regionen Kanarieöarna, i den sydvästra delen av landet, 1 800 km sydväst om huvudstaden Madrid. Centro Espacial de Canarias ligger 153 meter över havet. Det ligger på ögruppen Kanarieöarna.
Terrängen runt Centro Espacial de Canarias är huvudsakligen kuperad, men åt sydost är den platt. Havet är nära Centro Espacial de Canarias söderut.  Närmaste större samhälle är Maspalomas, 4,6 km öster om Centro Espacial de Canarias. Omgivningarna runt Centro Espacial de Canarias är i huvudsak ett öppet busklandskap.